# MAO (漫畫)
《MAO摩緒》是日本漫畫家高橋留美子創作的日本漫畫作品。於小學館漫畫雜誌《週刊少年Sunday》2019年23號起開始連載。截至2021年10月，單行本總發行量已超過120萬冊。

## 作品簡介
本作品是距離《境界之輪迴》連載終了約1年5個月之後，作為高橋留美子第5度在《週刊少年Sunday》定期連載的作品，也是包含高橋在其它雜誌連載的《相聚一刻》（《Big Comic Spirits》）、《1磅的福音》（《週刊Young Sunday》）在內的第7部定期連載的作品。此外，包含不定期方式連載的《人魚系列》在內可說是第6度在《週刊少年Sunday》連載，及其它雜誌的也是高橋個人的第9部定期連載。
與前作走喜劇路線的《境界之輪迴》不一樣，這部作品故事的路線與《犬夜叉》、《人魚系列》相似，走的是嚴肅路線，作品世界觀與前面兩部作品並沒有關係。此外，演員千葉雄大曾正式公開該作品主角的Cosplay照片。
單行本台灣中文版由尖端出版代理，是全球唯一還原連載彩頁的版本。

## 故事簡介
黃葉菜花是一位平凡的女國中生，在八年前和父母一起遊車河經過鐵門街時發生路面下陷意外，父母被困在車裏死亡，只有菜花被發現時身處車外，當時她滿身鮮血，更一度停止呼吸，最後奇蹟生還。她對意外的印象十分模糊，看見一條被火燃燒的街道和看見妖怪⋯
某一天她重返鐵門街，進入後發現所有人的衣著都變得十分古怪，原來她返回大正時代，更被裝成人類的妖怪襲擊，菜花飛濺出來的血液令到妖怪受傷，此情況剛巧被路過的陰陽師摩緒看見。摩緒對菜花說她擁有和自己十分相似的體質，很可能受到貓鬼的詛咒，為了解除貓鬼的詛咒，於是二人一起踏上尋找貓鬼之旅。

## 登場人物

### 主要人物
摩緒（聲：梶裕貴）
本作男主角，自平安時代存活至大正時代的陰陽師。
黃葉菜花（聲：川井田夏海）
本作女主角，來自現代的女學生。登場時為中學三年級，於令和二年成為高中生。父母在八年前的道路坍塌意外中喪生，與爺爺及管家魚住相依為命。
與同學回到當年事發的商店街探尋奇怪聲音的源頭時，偶然穿越回大正時代。在被妖怪追殺的過程中，與摩緒及乙彌相遇，並被前者誤認為具有相當實力的妖怪。回到現代後，對於在大正時代的遭遇以及突飛猛進的運動能力感到困惑，決定回到大正時代找出原因。在和摩緒解決蜘蛛女案件後，摩緒判斷菜花同樣受到貓鬼的詛咒。
關東大地震時，破壞力透過商店街傳到現代，造成現代商店街前的坍塌事故。七歲的菜花闖入大正時代的商店街，目睹妖化的摩緒，並被受傷的貓鬼發現。在被貓鬼帶回現代時，全身沾滿貓鬼的蠱毒之血而獲得妖力。其後妖力長期被魚住調製的草藥冰沙抑制，以免被貓鬼抓住成為新的附身容器。
乙彌
摩緒的式神。外觀為穿著立領制服的小男孩。
貓鬼
來自隋朝的妖怪，令摩緒及菜花遭受詛咒的元兇。
來到御降家後隱身為紗那的愛貓「灰丸」，仍被師父認出真身。曾與師父打賭，若五色堂之戰最後勝出者成功咒殺摩緒，則貓鬼必須成為御降家的式神，反之貓鬼則會在與摩緒融合後，成為御降家的主人。
在平安時代與摩緒融合到一半時，遭到後者反擊，因此失去頭顱以外的身體。頭顱被封印在一塊要石之下，由跳蚤妖怪守護，直到關東大地震鬆動要石和注連繩才逃出。

### 御降家
百火（聲：下野紘）
火系術者。外觀是年齡與菜花相若的少年，但因較摩緒早了十天拜入御降家而為師兄。出身專門侍奉貴族的火系陰陽師名門鳳家。因為家族間的契約拜入御降家，此前並不知曉御降家專職詛咒之事。
平安時代被召入五色堂的御降家繼承人候選之一。
華紋（聲：豐永利行）
木系術者。真砂的戀人。在大正時代化名「朽繩」。
平安時代被召入五色堂的御降家繼承人候選之一。
紅子
華紋的式神。外表是綁著單股辮子、頭戴牡丹花的少女。
不知火
水系術者。
白眉
金系術者。在大正時代化名「白洲大尉」，隱身軍旅之中。對於御降家的暗殺生意十分執著且自豪，並因此鄙視出身名門且性格正直的百火。企圖操縱貓鬼而渴望活捉摩緒。
對身懷無數詛咒的幽羅子有傾慕之意。九百年前，為了保護幽羅子，逢人便謊稱親眼見到紗那被摩緒所殺。
夏野
土系術者。
真砂
水系術者。華紋的戀人。
平安時代被召入五色堂的御降家繼承人候選之一，但因天性仁慈，不願與同門自相殘殺，而被師父的妖怪殺死。
大五
土系術者。繼承人之爭第一個犧牲者。
師父
御降家掌門人。右臉戴著面具以遮蓋寄宿在臉上的妖怪。在平安時代的事件中，被不明人物斬殺於寶物殿。
紗那
師父的女兒，大五的戀人，在眾弟子心中是神聖高貴的存在。在平安時代的事件中，被掏出心臟慘死。
實際上是幽羅子的雙生姊妹，擔負淨化妖氣的工作。在意識到大五被咒殺後，不僅要求百火焚燒存放咒具的寶物殿，更要求幽羅子協助結束其生命，企圖由此終結御降家。
幽羅子
稱呼不知火為「哥哥」、穿著深色西式洋裝的神秘女子。擁有與紗那殊無二致的面容，能操控許多妖怪。戀慕摩緒。
名字來自「幽鬼」和「羅剎」。實際上是紗那的雙生姊妹，擔負吸納詛咒並將之化為使役神的工作，導致在平安時代臉孔極其扭曲可怖。與養尊處優的紗那不同，自小就被囚禁於地下，其存在也被隱瞞。一次使役神大規模脫逃時首次見到外面的世界，並從摩緒的話語感到關懷而心動。在幫助紗那結束生命後，持有其心臟。
藻久不
水系術者。本為御降家的僕役。嚮往咒禁道。受到某人以傳道為交換條件，將灰丸扔進蠱穴變成貓鬼。早已身死多年卻不自知，在活捉摩緒失敗後化為白骨。

### 新御降家
由不知火與白眉在大正時代招攬的實力者組成。
加神雙馬
金系術者。中學生，加神家的次子。加神家的祖先從御降家偷出凝聚邪氣的獸之卷軸，家主體內世代都寄居著野獸。因對野獸心懷嚮往，認為自己比被邪氣侵襲失控的兄長一馬更適合作為野獸宿主，在獸化的一馬被摩緒斬殺後，被白眉以鍛鍊強大內心為由，吸收成為御降家的暗殺者。
送魂火的蓮次
火系術者。透過彈奏月琴控制苛火蟲的美男子。人口販子的兒子，因唯一珍惜愛護自己的姐姐露在被賣去富商家後被痛毆致死，放火燒死了親生父母與富商，並由此產生足以驅使苛火蟲的巨大悲憤，飼養苛火蟲的月琴也是露的遺物。加入御降家從事暗殺的主要目的，是賺錢為有著相同不幸遭遇的孩子們贖身與支付教育費用，但在首次被摩緒一行人擊敗後便對之懷有殺意。
芽生
木系術者。「延命之庭」的管理者與蠱毒之洞的製作者。外表是溫柔的美女。父親是來自外國的農業技師，在芽生的母親死後，父女來到母親的故鄉定居。但後來不僅村子的環境遭強行建設的工廠破壞，芽生的父親與前往抗議的居民們甚至都被殺害。逃命時墜崖的芽生被不知火以魄之種子續命，並傳授木系術法，其後更在不知火的協助下，將仇人們與其他窮凶極惡的罪犯扔入洞穴自相殘殺，製成強力的蠱毒，因此對不知火忠心耿耿。
寶生篝
金系術者。女子高校生。以針為道具的詛咒世家寶生家的次女，能夠使用來自御降家的傀儡之針。對於繼承家業的姐姐懷有妒意及恨意，甚至試圖出手殺害。
流石
水系術者。以吹法螺的法術操縱水源詐取酬金，是水系名門水鞠家的後裔，祖先在御降家修行後，將培育的水精收納於代代相傳的法螺中。追隨御降家的理由是亡父的遺願與不想再過貧窮的生活。相較於其他新御降家的成員，並沒有野心或怨念。對菜花有好感。

### 大正時代
貂子

### 現代
爺爺
魚住鮒
黃葉家的管家阿姨，在八年前坍塌意外後開始在黃葉家幫忙。真身是鯽魚形的護符，由摩緒從大正時代派往現代保護菜花，以免菜花被逃往現代的貓鬼抓住。
白羽

## 出版書籍
| 冊數 | 小學館         | 小學館                 | 尖端出版       | 尖端出版               |
| 冊數 | 發售日期       | ISBN                   | 發售日期       | ISBN                   |
| ---- | -------------- | ---------------------- | -------------- | ---------------------- |
| 1    | 2019年9月18日  | ISBN 978-4-09-129310-7 | 2020年8月4日   | ISBN 978-957-10-8976-8 |
| 2    | 2019年11月18日 | ISBN 978-4-09-129446-3 | 2020年9月11日  | ISBN 978-957-10-9050-4 |
| 3    | 2020年1月17日  | ISBN 978-4-09-129547-7 | 2020年10月16日 | ISBN 978-957-10-9107-5 |
| 4    | 2020年5月18日  | ISBN 978-4-09-850078-9 | 2021年1月5日   | ISBN 978-957-10-9252-2 |
| 5    | 2020年8月18日  | ISBN 978-4-09-850174-8 | 2021年6月8日   | ISBN 978-626-30-2351-2 |
| 6    | 2020年10月16日 | ISBN 978-4-09-850266-0 | 2021年8月4日   | ISBN 978-626-30-8462-9 |
| 7    | 2021年1月18日  | ISBN 978-4-09-850385-8 | 2021年9月17日  | ISBN 978-626-31-6034-7 |
| 8    | 2021年3月17日  | ISBN 978-4-09-850395-7 | 2022年1月14日  | ISBN 978-626-31-6299-0 |
| 9    | 2021年7月16日  | ISBN 978-4-09-850531-9 | 2022年7月15日  | ISBN 978-626-31-6546-5 |
| 10   | 2021年10月18日 | ISBN 978-4-09-850723-8 | 2022年9月16日  | ISBN 978-626-33-8333-3 |
| 11   | 2022年1月18日  | ISBN 978-4-09-850867-9 | 2023年2月17日  | ISBN 978-626-35-6155-7 |
| 12   | 2022年3月17日  | ISBN 978-4-09-851008-5 | 2023年6月16日  | ISBN 978-626-35-6780-1 |
| 13   | 2022年6月17日  | ISBN 978-4-09-851151-8 | 2024年4月19日  | ISBN 978-626-37-7733-0 |
| 14   | 2022年10月12日 | ISBN 978-4-09-851262-1 | 2024年8月6日   | ISBN 978-626-40-3003-8 |
| 15   | 2023年1月18日  | ISBN 978-4-09-851534-9 | 2025年1月14日  | ISBN 978-626-40-3402-9 |
| 16   | 2023年4月18日  | ISBN 978-4-09-852029-9 | 2025年3月14日  | ISBN 978-626-40-3608-5 |
| 17   | 2023年8月18日  | ISBN 978-4-09-852614-7 | 2025年5月1日   | ISBN 979-626-40-3836-2 |
| 18   | 2023年11月17日 | ISBN 978-4-09-853012-0 |                |                        |
| 19   | 2024年2月16日  | ISBN 978-4-09-853112-7 |                |                        |
| 20   | 2024年5月17日  | ISBN 978-4-09-853294-0 |                |                        |
| 21   | 2024年8月17日  | ISBN 978-4-09-853545-3 |                |                        |
| 22   | 2024年11月18日 | ISBN 978-4-09-853679-5 |                |                        |
| 23   | 2025年2月18日  | ISBN 978-4-09-854009-9 |                |                        |
| 24   | 2025年5月16日  | ISBN 978-4-09-854112-6 |                |                        |
| 25   | 2025年8月18日  | ISBN 978-4-09-854208-6 |                |                        |

## 電視動畫
改編電視動畫預定於2026年春播出。

### 製作人員
- 原作：高橋留美子
- 導演：佐藤照雄（日语：佐藤照雄）
- 劇本統籌：柿原優子
- 人物設定、總作畫監督：菱沼義仁
- 美術監督：加藤浩、
- 色彩設計：大塚真純
- CG導演：藤江智洋
- 攝影監督：
- 剪輯：新居和弘
- 音響監督：菊田浩巳（日语：菊田浩巳）
- 音樂：兼松眾
- 動畫製作：日昇動畫
- 製作：「MAO」製作委員會[3]

## 腳註

## 外部連結
- MAO （页面存档备份，存于） （日語）—WEB Sunday官方網站。